# Новомануйлівка
Новоману́йлівка —  село в Україні, у Олександрійському районі Кіровоградської області. Входить до складу Петрівської селищної громади. Населення становить 79 осіб. Орган місцевого самоврядування — Петрівська селищна рада.

## Населення
Згідно з переписом УРСР 1989 року чисельність наявного населення села становила 99 осіб, з яких 40 чоловіків та 59 жінок.
За переписом населення України 2001 року в селі мешкало 79 осіб.

### Мова
Розподіл населення за рідною мовою за даними перепису 2001 року:
| Мова       | Відсоток |
| ---------- | -------- |
| українська | 97,47 %  |
| російська  | 2,53 %   |